# Ризоморфы

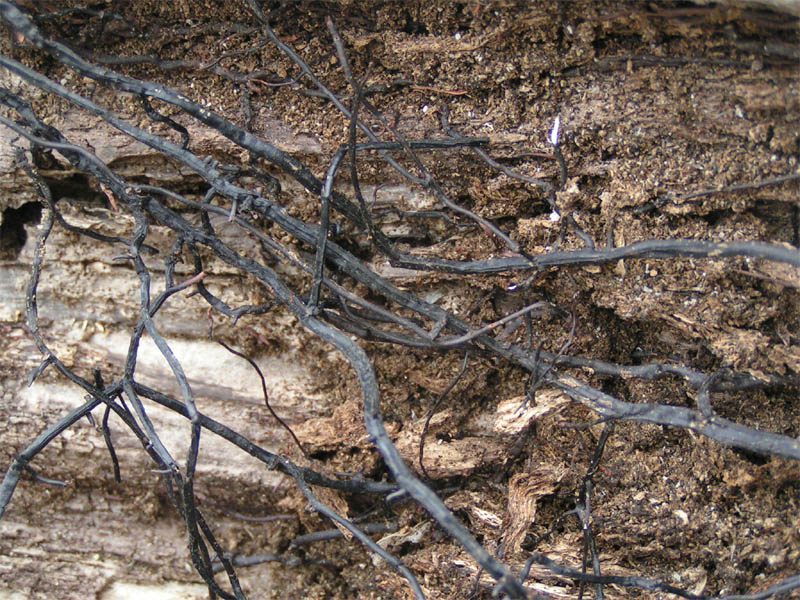
Ризоморфы грибов рода Armillaria

Ризомо́рфы (от др.-греч. ῥίζα — «корень» и μορφή — «форма, вид») — длинные шнуровидные сплетения грибных нитей (гиф) у некоторых грибов; разновидность грибницы, представляющая собой бесплодную стадию покоя, служащую для противодействия неблагоприятным жизненным условиям.
Ризоморфы представляются в виде более или менее толстых, разветвлённых, бурых или черноватых, шнуровидных тел, распространяющихся в лесной почве, окружая корни древесных пород и проникая в них, подымаясь по стволу между корой и древесиной, где они образуют настоящие сети. Длина ризоморфов достигает нескольких метров. Ризоморфы способствуют проведению воды и питательных веществ от разветвлённого в субстрате мицелия к плодовым телам грибов. Ризоморфы различных паразитических трутовых грибов и опёнка могут осуществлять заражение здоровых деревьев от близко расположенных больных, а также повреждать постройки (у домовых грибов).
По своему строению ризоморфы состоят из оболочки и из сердцевины. Оболочка представляет псевдопаренхиматическую ткань, внешние слои которой сильно окрашены в бурый цвет, между тем как внутренние бесцветны; сердцевина состоит из удлинённых, бесцветных, малоразветвлённых гиф, слабо соединённых между собой. Ризоморфы представляют интересное явление фосфоресценции, которое было описано ещё Гумбольдтом; свечение гнилушек во многих случаях обусловлено именно ризоморфами.